# Teofil Lenartowicz
Teofil Aleksander Lenartowicz (27. února 1822 Varšava – 3. února 1893 ve Florencii) byl polským etnografem, sochařem, básníkem a romantickým spiklencem. Lenartowicz byl ve styku s Oskarem Kolbergem a Romanem Zmorskim v anticarském hnutí za nezávislost a účastnil se během svého pobytu v Krakově Velkého polského povstání roku 1848. Když pobýval v exilu, učil slovanskou literaturu na Boloňské univerzitě, skládal vlastenecké a náboženské básně, stejně jako lyriku a historické eposy založené na folklóru jeho oblíbeného regionu Mazovsko. Dělal portrétní skulptury a navrhoval náhrobky.
Teofil Aleksander pocházel z rodiny drobného šlechtice a zednického mistra. Byl synem Karola a Marie rozené Kwasieborské. Když pobýval ve Florencii, oženil se se sochařkou Zofií Szymanowskou, s ní měl syna Jana. Jeho ostatky byly přeneseny z Itálie do Polska a pohřbeny v Kryptě zasloužilých v kostele Archanděla Michaela a svatého Stanislava na Skalce v Krakově.

## Dílo
Vzhledem ke své fascinaci folklórem polského Mazovska (který Lenartowicz používal jakožto hlavní motiv pro své básně). Označoval sám sebe za Mazurzyna, básníka mazovské oblasti. Přátelil se s Elzbietou Bósniackou, dramatičkou, básnířkou a novinářkou spojenou s Dziennikem Literackim.
Nejznámější z jeho básní je Zlatý pohár (Zloty kubek, 1853), založený na tradiční polské vánoční koledě, v níž osiřelá dívka požádá nebeského kováře, aby jí vytvořil zlatý pohár ze zlatých jablek a listů spadlých ze zlaté jabloně. Pohár má být dekorován rytinami zobrazujícími idealizovaný polský venkov. Kvůli svému symbolismu transcendentního světla může být báseň interpretována různě, včetně rady, jak dělat umění. Báseň byla příznivě přijata Cyprianem Kamilem Norwidem, stejně jako Marií Pawlikowskou-Jasnorzewskou, která napsala báseň Lenartowicz o konceptu zlatého poháru.
Publikoval dvě sbírky básní: Lirenka a Zachwycenie (1855). Mezi mnoha pozoruhodnými básněmi Teofil Lenartowicz napsal také Dwaj Towiańczycy (Dva následovníci Towiańského), ve kterým popsal smrt svých bývalých spoluspiklenců Michała Szweycera (ve skutečnosti Ludwika Szwejcera) a Adolfa Rozwadowského. Z dalších děl: Moje strony (Moje vlast), Rosła kalina (Srdečná kalina), Tęsknota (Toužení), Wiersz do poezji (Verše pro poezii), Duch sieroty (Duch sirotka), Jan Kochanowski, Lirnik. Baśń (Zpěvák. Povídka), Łzy (Slzy), Czajka, Pustota (Prázdnota), O powrocie do kraju (O návratu do země), Zaproszenie (Pozvání) a Staruszek (Stařec).
Významný polský básník a spisovatel Czesław Miłosz popsal Lenartowiczovi delší básně Zachwycenie (Vytržení) a Błogosławione (Blahoslavená), obě vyšlé roku 1855, jako básně, které „podivně uchopují náboženská témata“. Od nebe, se kterým se setkává duše opouštějící tělo, se předpokládá, že bude vypadat jako vesnice v Polsku.
Mezi roky 1888 a 1893 byl Lenartowicz čestným členem Poznaňské společnosti přátel vědy podle Bolesława Erzepkiho.